# Distrito de Gurgaon
Gurgaon (en hindi; गुड़गांव ज़िला ) es un distrito de India en el estado de Haryana. Código ISO: IN.HR.GU.
Comprende una superficie de 2 760 km².
El centro administrativo es la ciudad de Gurgaon.

## Demografía
Según censo 2011 contaba con una población total de 1 514 085 habitantes.